# سيلينة سينائية
السيلينة السينائية (باللاتينية: Silene oreosinaica) نوع نباتي يتبع جنس السيلينة من الفصيلة القرنفلية.

## الموئل والانتشار
موطنها وادي النيل.